# Catemu
Catemu (del mapudungun: Katemu ‘otro temu’) es una comuna perteneciente a la Provincia de San Felipe de Aconcagua en la Región de Valparaíso, en la zona central de Chile. Ubicada a 85 km de Santiago y 95 km del puerto de Valparaíso.
Se destaca su importante aporte a la apicultura, con mieles provenientes de árboles como paltos, quillayes, aromos, eucaliptos, etc. Por otra parte está presente la agricultura y minería. 
El río Aconcagua atraviesa el sureste de la comuna, creando lugares de gran atracción turística a los cuales llegan los visitantes cada año. Además esta comuna es lugar de tradiciones huasas.

## Toponimia
El nombre proviene del mapudungún ka, otro y temu (Blepharocalyx cruckshanksii), un árbol endémico que crece en zonas verdes y húmedas desde la Región de Valparaíso hacia el sur, significando “otro temu”. Otras versiones dan a “Catemu” el significado de "lugar hermoso" o como proveniente de kütraltromu, “nubes cortadas”, que según parece fue dado para señalar el cambiante cielo del lugar.

## Historia
Se cuenta que Martín de Santibáñez recibió del Gobernador de la época, don Lope Ulloa y Lemos, por merced del 18 de septiembre de 1620, el lugar indicado como “encomienda de indios” para explotarla
El 27 de septiembre de 1777, el III Marqués de la Casa Real, don Vicente Garcia-Huidobro Morande compró la Hacienda de Catemu; Su hijo don Francisco de Borja Garcia-Huidobro Aldunate, heredero de una de las hijuelas, hizo grandes mejoras en su propiedad, costruyendo canales de regadío y renovando la gran casa patronal, donde murió en 1889. Su hijo, don Carlos Garcia-Huidobro Eyzaguirre, casado con doña Adriana Espic Bustos, tuvo una refinería de cobre en la hijuela denominada el Nilhue, al interior de la hacienda. Uno de los nietos de don Borja, don Enrique García-Huidobro y Cazzotte, al quedar viudo y sin hijos, dejó su gran casa y sus tierras para crear una escuela para los hijos de los inquilinos. Todavía hoy conservan sus propiedades algunos de descendientes de don Borja, los Aróstegui Puerta de Vera (descendientes de doña Mercedes García-Huidobro Espic), los Vergara Johnson y los Fernández Johnson (descendientes de doña Rebeca García-Huidobro Espic). Esta comuna fue fundada el 22 de diciembre de 1891, bajo el gobierno de Jorge Montt Álvarez (1891-1896), y don Enrique García Huidobro fue su fundador y primer alcalde.
Francisco Astaburoaga en 1899 en su Diccionario Geográfico de la República de Chile: 134  escribió sobre el lugar:

Catemo.-—Aldea situada en la parte sudoeste del departamento de Putaendo á unos 35° kilómetros hacia el O. de su capital. Se halla á la base oriental de la sierra ó Altos de su nombre y próxima á la ribera norte del río Aconcagua. Consta de 600 habitantes con escuela gratuita, estafeta y oficina de registro civil. Cerca se hallan minas de cobre, y el fundo de su misma denominación.

Años más tarde el geógrafo chileno Luis Risopatrón describe a Catemu como una ‘aldea’ en su libro Diccionario Jeográfico de Chile en el año 1924:: 159 

Catemu (Aldea) 32° 46' 71° 58'. Con escuelas públicas, se encuentra en la base SW de los altos del mismo nombre, en la banda N del rio Aconcagua, hácia el N de la estación de Chagres, del ferrocarril a Los Andes; se hallan minas de cobre en sus vecindades, que alimentaron durante 5 años unos 40 hornos de fundición de minerales.

## Medio ambiente

### Geomorfología y componentes abióticos

Trazado simplificado de los ecosistemas y cuerpos de agua presentes en la comuna de Catemu.

La comuna de Catemu se encuentra emplazada en las unidades geomorfológicas de Cordones transversales y Cordillera de la costa; y presenta según la clasificación climática de Köppen clima mediterráneo de lluvia invernal (Csb), clima mediterráneo de lluvia invernal de altura (Csb (h)) y clima semiárido de lluvia invernal (BSk (s)); este tipo de clima hace a la zona apta para todo tipo de cultivos, especialmente cultivos frutícolas estacionales como carozos, vides y pomáceas. Con unos 340 mm de precipitación media anual aproximadamente. Las temperaturas alcanzan los -2 °C en invierno, y superan los 30 °C en verano. Esta además se halla entre las cuencas hidrográficas de Río Aconcagua y Río La Ligua. Además, la comuna posee diversos cuerpos de agua, entre los que se destacan la Laguna Ñilhue y el Río Aconcagua.

### Componentes bióticos
Dentro del territorio de la comuna se pueden hallar los siguientes ecosistemas:
- Bosque esclerófilo mediterráneo andino donde predominan Kageneckia angustifolia y Guindilia trinervis (Vulnerable)
- Bosque espinoso mediterráneo interior donde predominan Acacia caven y Prosopis chilensis (Vulnerable)
- Matorral arborescente esclerófilo mediterráneo interior donde predominan Quillaja saponaria y Porlieria chilensis (Preocupación menor)
- Matorral bajo mediterráneo andino donde predominan Chuquiraga oppositifolia y Nardophyllum lanatum (Preocupación menor)
- Matorral espinoso mediterráneo interior donde predominan Puya coerulea y Colliguaja odorifera (Casi amenazado)

### Medidas de protección ambiental y conflictos socioambientales
Hasta 2022, la comuna de Catemu cuenta con las siguientes zonas que cuentan con algún nivel de protección ambiental:
- Cerro Tabaco (Sitios ERB)[12]
- Cordillera El Melón (Sitios Ley 19.300)[13]
- La Campana - Peñuelas (Reserva Biósfera)[14]
- Río Aconcagua (Sitios ERB)[15]
- Santuario de la Naturaleza Serranía el Ciprés (Santuario de la Naturaleza)[16]
- Zona Media Superior Aconcagua (Sitios ERB)[17]

## Administración
La administración de la comuna corresponde al alcalde Rodrigo Diaz Brito (Ind-FA.), que cuenta con la asesoría del Concejo Municipal, integrado por:
- Richard Concha Bruna (Ind./RN)
- Belen Guerreño Zamora (Ind./FA)
- Claudia Villar Ahumada (ind-PL)
- Isabel Salas Vega (PPD)
- Guillermo Vásquez Oliveros (PPD)
- Jessica González Silva (Ind./RN)

### Representación parlamentaria
Catemu pertenece al Distrito Electoral n.º 6 y a la 6.ª Circunscripción Senatorial (Valparaíso). Es representada en la Cámara de Diputados del Congreso Nacional por los diputados Andrés Longton (RN), Chiara Barchiesi (PRCH), Camila Flores (RN), Nelson Venegas(PS), Gaspar Rivas (Ind.), Carolina Marzán (PPD), Francisca Bello (FA), y Diego Ibáñez (FA). A su vez, es representada en el Senado por los senadores Francisco Chahuán (RN), Kenneth Pugh (RN), Ricardo Lagos Weber (PPD), Isabel Allende (PS) y Juan Ignacio Latorre (FA)

## Economía
Actividad fuertemente agrícola, apícola, y minera (cobre), e industrial, la Refinería de Cobre de Chagres es la empresa de mayor tamaño ubicada en su territorio. Cuenta además con un completo sistema de canales que riegan por inundación todas las zonas de plantación. Posee una gran variedad de árboles y flores que permiten que se realice la apicultura, en mayor parte en el Sector San José, ubicado a 7,3 km desde la plaza de la Comuna.
Tiene una buena red interna de caminos pavimentados y posee una gran cantidad de vías de comunicación hacia la Capital, hacia el Puerto de Valparaíso y hacia la Frontera con Argentina, que se encuentra a unos 100 km.
En 2018, la cantidad de empresas registradas en Catemu fue de 206. El Índice de Complejidad Económica (ECI) en el mismo año fue de -0,32, mientras que las actividades económicas con mayor índice de Ventaja Comparativa Revelada (RCA) fueron Cultivo Forrajeros en Praderas Mejoradas o Sembradas (143,26), Cultivo Forrajeros en Praderas Naturales (106,37) y Cultivo de Otros Cereales (86,71).

### Infraestructura digital
Desde abril de 2006 la Ilustre Municipalidad de Catemu es parte de un ambicioso plan de comuna digital, a través del proyecto de infraestructura de comunicaciones inalámbrica “Red Wireless Rural Catemu” impulsado por el Centro Tecnológico de Aseguramiento de la Calidad de la Universidad de Viña del Mar. Esta iniciativa cuenta con el respaldo financiero de CORFO/INNOVA Chile y la participación de Organizaciones de Productores agrícolas y organizaciones sociales. 

## Deportes

### Fútbol
La comuna de Catemu ha tenido a un club participando en los Campeonatos Nacionales de Fútbol en Chile.
- Fundición Chagres (Cuarta División 1991-1996).